# Yell
Yell je ostrov v severní části Shetlandského souostroví ve Skotsku. Má rozlohu 212 km² (po Mainlandu největší ostrov Shetland) a žije na něm okolo tisícovky stálých obyvatel. Největší osadou je Mid Yell.
Ostrov pochází z období kaledonského vrásnění a je tvořen převážně svorem, reliéf byl vytvarován ledovcem v době ledové. Většinu povrchu pokrývají rašeliniště. Pobřeží je členité, na východě se nacházejí písečné pláže, západ je kopcovitý, nejvyšší bod ostrova má 210 m n. m.
O pravěkém osídlení svědčí četné brochy. Název ostrova pochází z vikingského období a vznikl pravděpodobně ze staroseverského výrazu gjall – pustý. Ze sedmnáctého století pochází dům Old Haa, proměněný v muzeum. Další památkou jsou zříceniny panského sídla Windhouse, proslulé pověstmi o strašidlech. Ostrov Yell ve svých básních zmiňuje George Mackay Brown.
Ostrov je porostlý převážně vřesovcovitými rostlinami, lišejníkem, zimolezem a suchopýrkem, pěstuje se jahodník velkoplodý. Hnízdí zde rybák dlouhoocasý, chaluha velká, chaluha příživná, potáplice malá a dřemlík tundrový. V okolním moři se vyskytuje množství ryb, kytovců a tuleňů, rybolov je hlavním zaměstnáním obyvatel. Turisté navštěvují ostrov především díky početné místní populaci vydry říční.